# آستین ۷

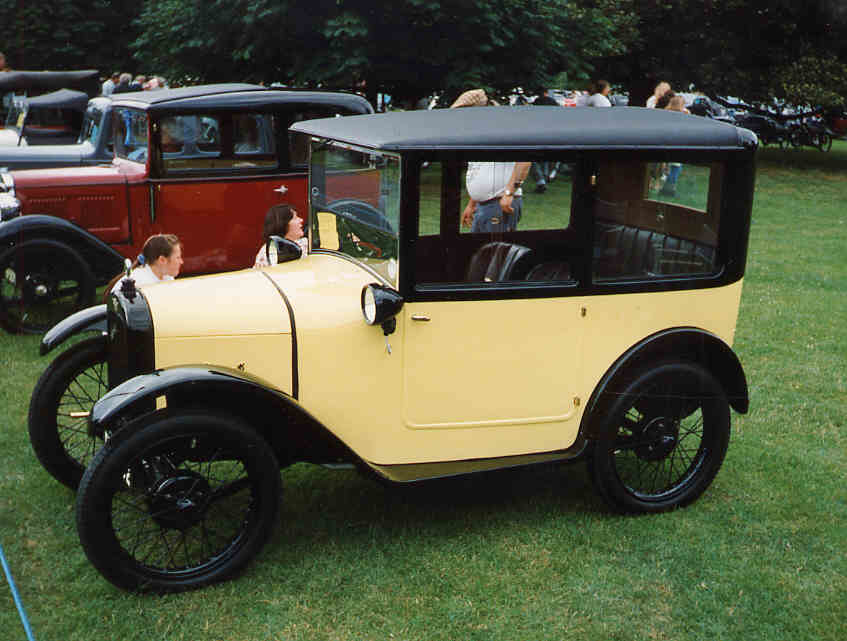

آستین ۷ (Austin ۷) خودرویی است که در سال‌های ۱۹۲۲–۱۹۳۹ ۲۹۰،۰۰۰ تولید شده‌است.
موتور آن ۷۴۷ سی‌سی است.

## نگارخانه

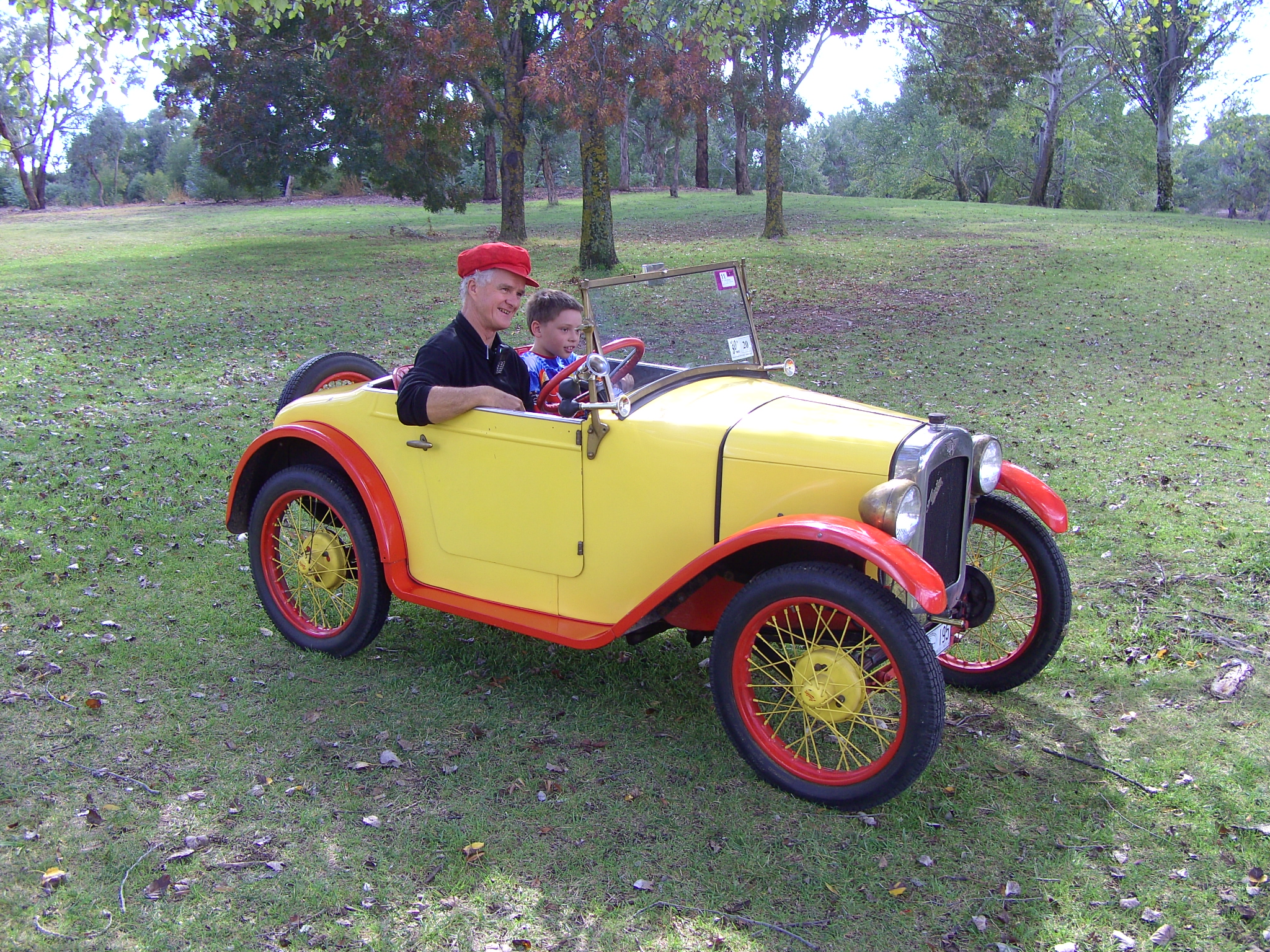
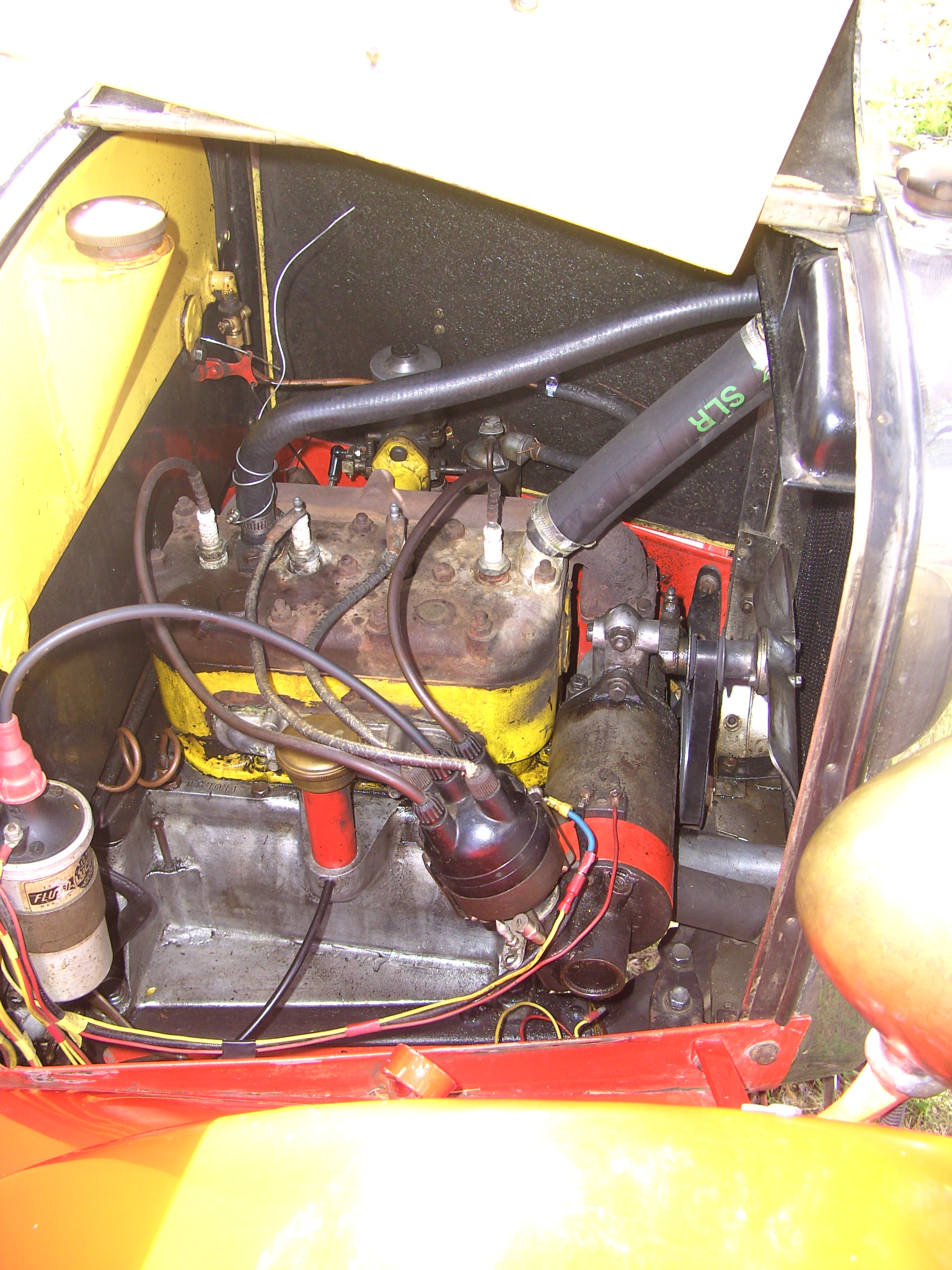
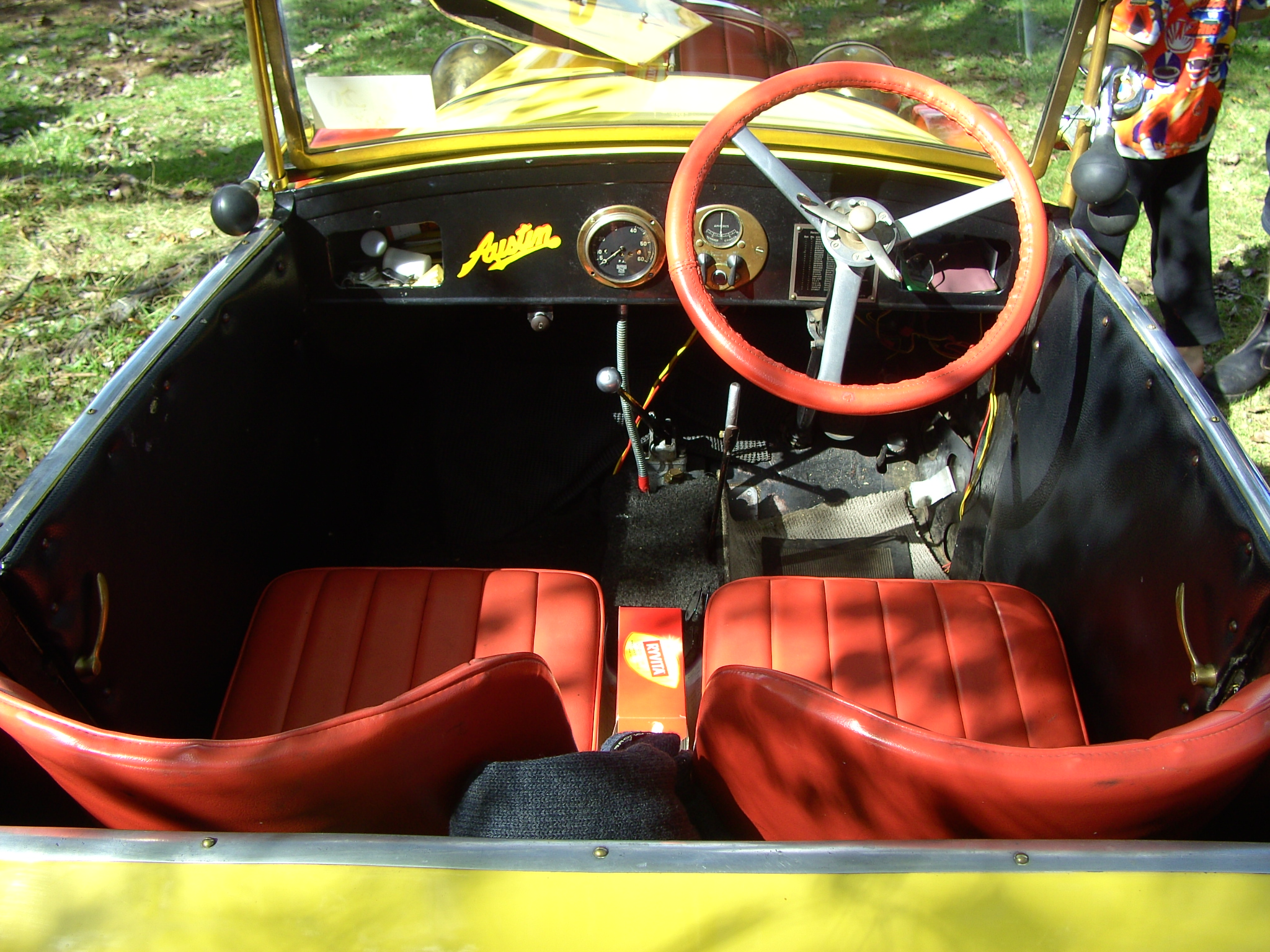